# Роккаромана
Роккаромана (итал. Roccaromana) — коммуна в Италии, располагается в регионе Кампания, в провинции Казерта.
Население составляет 1031 человек (2008 г.), плотность населения составляет 38 чел./км². Занимает площадь 27 км². Почтовый индекс — 81050. Телефонный код — 0823.
«Небесными покровителями» Роккароманы христиане считают святого Катальда, празднование 10 мая, и Богородицу в её ипостаси дева Мария Снежная.

## Демография
Динамика населения:

## Администрация коммуны
- Телефон: 0823 986119
- Официальный сайт: https://web.archive.org/web/20141219112854/http://www.comuneroccaromana.it/